# Ilokano (Sprache)
Ilokano (Ilocano), auch Iloko (Iloco), bezieht sich auf die Sprache und Kultur der Leute aus Ilocos, die drittgrößte Ethnie der Philippinen.
Das Heimatgebiet der Ilocano liegt im nordwestlichen Luzón in der Region Ilocos.

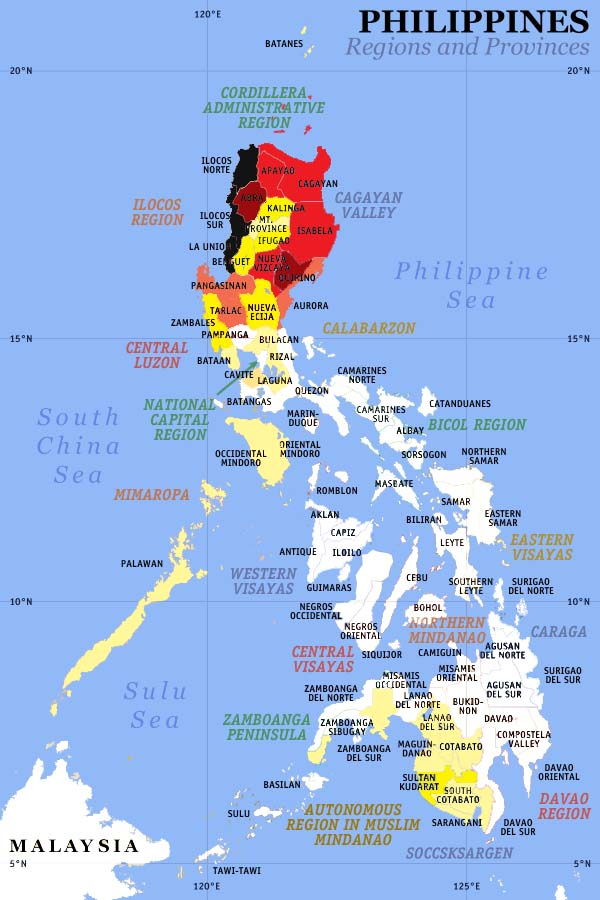
Verteilung der Ilokanobevölkerung auf den Philippinen. Um die prozentuale Verteilung zu sehen, Bild vergrößern.